# هاتسومه نو تسوبونه
هاتسومه نو تسوبونه (به ژاپنی: 初芽局 Hatsume no Tsubone)؛ یک شخصیت افسانه‌ای زن نینجا در دوره سنگوکو است. او به عنوان شخصیت اصلی رمان تاریخی سکیگاهارا توسط شیبا ریوتارو مشهور شده‌است. در رمان، او یک کونوایچی (نینجای زن) بود که توسط توکوگاوا ایه‌یاسو فرستاده شده بود تا از دشمن سیاسی خود ایشیدا میتسوناری قبل از نبرد سکیگاهارا جاسوسی کند.